# Gérard Sulon
Gérard Sulon (Vottem, 1938. április 3. – 2020. október 18.) válogatott belga labdarúgó, középpályás. Ikertestvére Albert Sulon (1938–2020) válogatott labdarúgó.

## Pályafutása

### Klubcsapatban
1957 és 1968 között az RFC Liège, 1968–69-ben a CS Schaerbeek, 1969–70-ben a Beerschot AC, 1970 és 1973 között a Crossing Schaerbeek labdarúgója volt.

### A válogatottban
1964–65-ben hat alkalommal szerepelt a  belga válogatottban. 1964-ben kettő, 1965-ben négy alkalommal lépett pályára a nemzeti válogatottban. Az utóbbi négy mérkőzésen ikertestvérével együtt szerepelt a csapatban.